# Józef Penar
Józef Kazimierz Penar (ur. 26 lutego 1909 w Klimkówce, zm. 20 lipca 1994 w Sanoku) – polski nauczyciel, malarz.

## Życiorys
Urodził się 26 lutego 1909 w Klimkówce. Pochodził z rodziny rolniczej. Był synem Jana i Anieli z domu Kinel wzgl. Wais. Miał brata Franciszka. W rodzinnej miejscowości ukończył szkołę ludową, w 1924 szkołę państwową w Rymanowie, po czym przez sześć lat kształcił się w Seminarium Nauczycielskim w Krośnie, gdzie został absolwentem w 1930. Od 1931 do 1935 był nauczycielem w Szkole Powszechnej nr 1 w Zamościu (1931), potem w szkołach podstawowych Czołkach (1931-1932) i w Gruszce Dużej (1932-1937) na ziemi zamojskiej na obszarze Okręgu Szkolnego Lubelskiego. Tam też jednocześnie organizował teatr dla miejscowej ludności oraz kurs śpiewania i dla analfabetów. Od 1936 był nauczycielem na terenie Okręgu Szkolnego Lwowskiego. Po zawarciu małżeństwa został przeniesiony bliżej swoich rodzinnych stron i pracował w Smolniku oraz w Posadzie Górnej koło Rymanowa, gdzie pracował do 1939. Tam równolegle kierował chórem oraz organizował kursy pisania i czytania dla analfabetów. W okresie II wojny światowej w trakcie okupacji niemieckiej początkowo utrzymywał się malarstwa. W grudniu 1939 lub stycznia 1940 był organizatorem Związku Walki Zbrojnej w Klimkówce i stanął na czele jednej z trzech „piątek” ZWZ. Od stycznia 1940 samodzielnie zaangażował się w tajne nauczanie. Od 1 września 1940 był kierownikiem szkoły i nauczycielem w Pisarowcach. W związku z tym po kilku miesiącach zrezygnował z działalności w ZWZ. Potem w ramach tajnego nauczania od 1 listopada 1940 był członkiem Gminnej Tajnej Komisji Oświaty i Kultury w Zarszynie. Był też organizatorem uczniowskich spółdzielni społemowskich w Pisarowcach i w okolicznych wsiach (w tym zakresie był przewodniczącym rady nadzorczej w Pisarowcach i członkiem komisji rewizyjnej w Sanoku).
Po nadejściu frontu wschodniego od września 1944 do 1950 był nauczycielem w rodzinnej Klimkówce. Dysponując wykształceniem połwyższym łącznie przepracował 20 lat w szkołach powszechnych. Został skierowany na roczny kurs przygotowujący do studiów wyższych od 1 września 1949 do 30 czerwca 1950. Po jego ukończeniu był krótkotrwale wizytatorem szkolnym w Rzeszowie, skąd został przeniesiony do Inspektoratu Szkolnego w Sanoku przy tamtejszym Wydziale Oświaty Prezydium Powiatowej Rady Narodowej, gdzie na stanowisku podinspektora szkolnego pracował od 1951 do 1953. Ukończył studia wyższe pedagogiczne. W 1953 został dyrektorem I Państwowej Szkoły Męskiej Stopnia Podstawowego i Licealnego w Sanoku, w tym samym roku przemianowanej na Szkołę Podstawową i Liceum Ogólnokształcące Męskie. W stopniu licealnym szkoły wykładał naukę o państwie. Był członkiem komitetu organizacyjnego zjazdu koleżeńskiego w 70 rocznicę pierwszego egzaminu dojrzałości w gimnazjum w Sanoku, który odbył się w dniach 21-22 czerwca 1958 pod nazwą „Jubileuszowy Zjazd Koleżeński b. Wychowanków Gimnazjum Męskiego w Sanoku w 70-lecie pierwszej Matury”. Był autorem rozdziału pt. Wakacje w Polsce Ludowej w publikacji Księga pamiątkowa Gimnazjum Męskiego w Sanoku 1888–1958 (1958). Posadę dyrektora sprawował do końca sierpnia 1965. Od 1962 do 1967 był też dyrektorem Liceum Medycznego Pielęgniarstwa w Sanoku. Od 1955 do 1964 był prezesem Zarządu Oddziału Powiatowego Związku Nauczycielstwa Polskiego w Sanoku. W tym okresie zajmował się budową siedziby tej jednostki, wzniesionej przy ulicy 3 Maja w Sanoku i oddanej do użytku 3 grudnia 1965. 29 listopada 1956 został mianowany przewodniczącym Obwodowej Komisji Wyborczej Nr 5 w Sanoku. W 1967 przeszedł na rentę.
Od 1947 był członkiem PPS, a od 15 grudnia 1948 PZPR. Od 1952 do 1953 był przewodniczącym Front Jedności Narodu i jednocześnie kierował akcją wyborczą do Sejmu. Od 1953 do 1957 był radnym Powiatowej Rady Narodowej w Sanoku (w tym od 1954 do 1955 nieurzędującym członkiem prezydium PRN). Od 1953 do 1963 był wykładowcą szkoły partyjnej. Od 1957 do 1966 był przewodniczącym komisji rewizyjnej Komitetu Powiatowego PZPR i przewodniczącym komisji historycznej. W jednej kadencji był też radnym Miejskiej RN w Sanoku. Był przewodniczącym Okręgowej Komisji Wyborczej, a czterokrotnie Obwodowej Komisji Wyborczej. W latach 80. został przyjęty do koła Związku Bojowników o Wolność i Demokrację w Sanoku.
Pasjonował się malarstwem, już jako dziecko przypatrywał się plenerom malarskim w dworze Ostaszewskich w Klimkówce. Od przebywających tam malarzy otrzymywał wskazówki. Tworzył akwarele, malował głównie architekturę i pejzaże. Niektóre z jego prac trafiły do Muzeum Historycznego w Sanoku, gdzie urządzono ich ekspozycję indywidualną. Jego prace były prezentowane w hallu Prezydium Wojewódzkiej Rady Narodowej w Rzeszowie w listopadzie 1965 oraz w czerwcu 1978 na wystawie przy sanockim zamku. Ponadto obrazy wystawiano w Krośnie, Warszawie i w Szczecinie.
W Sanoku zamieszkiwał przy ulicy Ignacego Daszyńskiego 5. Po przejściu kilku zawałów serca przez wiele lat był obłożnie chory. Zmarł 20 lipca 1994 w Sanoku. Został pochowany na Cmentarzu Centralnym w Sanoku. Wcześniej spoczęła tam jego żona, Jadwiga Penar z domu Jasiak (1905-1977), pochodząca z Klimkówki urzędniczka pocztowa, którą poślubił około 1937.

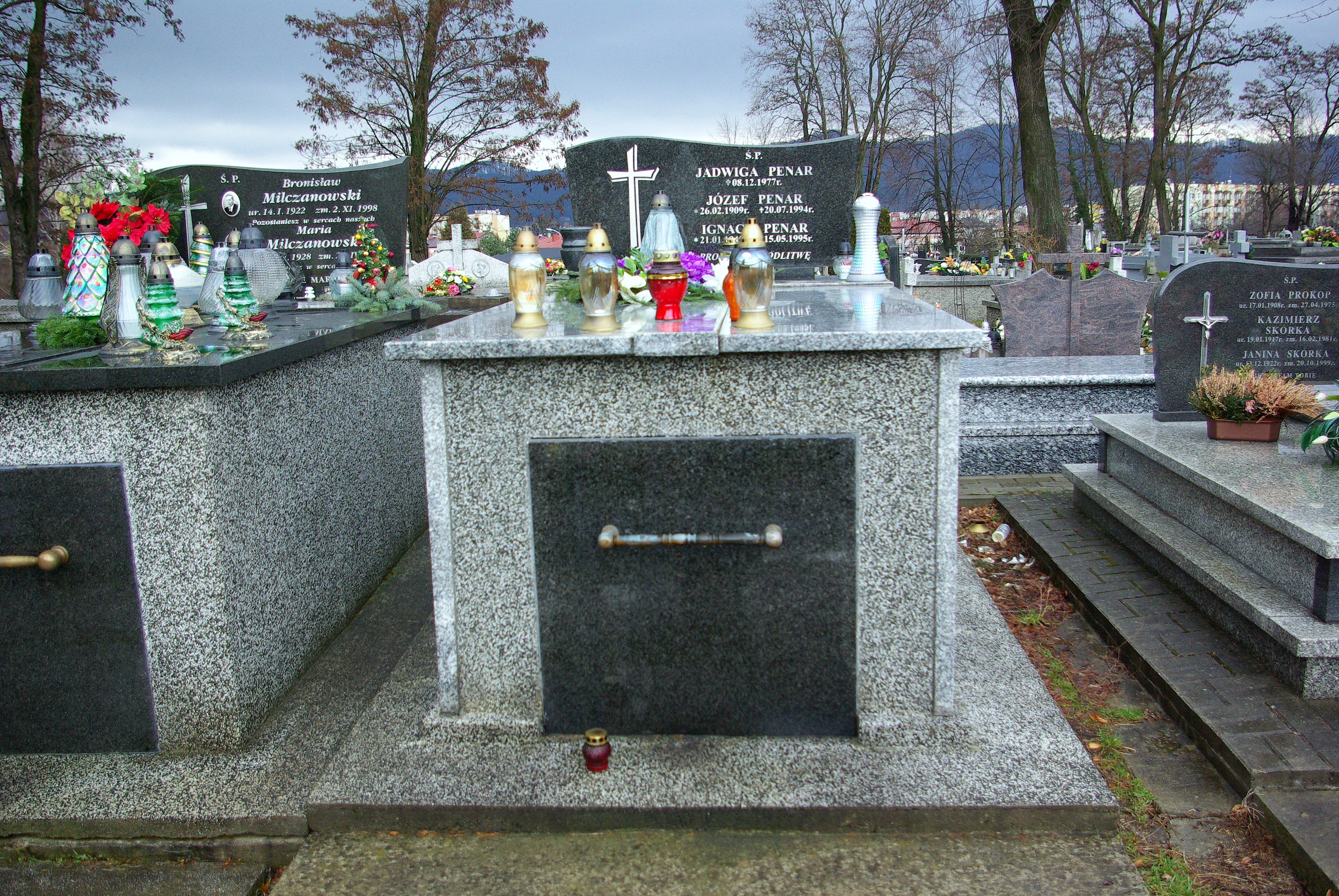
Grobowiec Józefa Penara

## Odznaczenia
- Krzyż Kawalerski Orderu Odrodzenia Polski (1965)[35][36]
- Złoty Krzyż Zasługi (1956)[13][36]
- Srebrny Krzyż Zasługi (1953)[13][36]
- Medal 10-lecia Polski Ludowej (1954)[37][13][36]
- Medal Komisji Edukacji Narodowej (1981)[38]
- Odznaka 1000-lecia Państwa Polskiego (1966)[39]
- Złota Odznaka ZNP (1962)[39]
- Odznaka „Zasłużony dla Województwa Rzeszowskiego” (1970)[39]